# Chyliza lampra
Chyliza lampra är en tvåvingeart som beskrevs av Shatalkin 1989. Chyliza lampra ingår i släktet Chyliza och familjen rotflugor. Inga underarter finns listade i Catalogue of Life.